# PZL-230 Skorpion
PZL-230 Skorpion je bil poljski projekt lahkega reaktivnega jurišnika. S projektom so začeli v poznih 1980ih pri podjetju PZL. Poljsko ministrstvo je zahtevalo hitrost 1000 km/h, 4000 kilogramski bojni tovor in STOL sposobnosti. Skorpion bi imel dva reaktivna motorja in majhne kanarde za kokpitom. Leta 1994 so projekt preklicali zaradi pomanjkanja sredstev. Zgradili so samo model. 

## Specifikacije (PZL-230D)
Splošne značilnosti
- Posadka: 1 (pilot)
- Dolžina: 10 m (32 ft 10 in)
- Razpon kril: 12,1 m (39 ft 8 in)
- Višina: 4,2 m (13 ft 9 in)
- Površina kril: 25,4 m2 (273 sq ft)
- Bruto teža: 11.000 kg (24.251 lb)

Zmogljivost
- Maks. hitrost: 1.000 km/h (621 mph; 540 kn)
- Maks. hitrost: Mach 0,85
- Bojni dolet: 300 km (186 mi; 162 nmi)
- Višina leta: 12.000 m (39.370 ft)
- Hitrost vzpenjanja: 90 m/s (18.000 ft/min)
- Vzletna razdalja: 300 m (980 ft)

Oborožitev

- notranji top, do 4.000 kg (8.800 lb) tovora na zunanjih nosilcih